# Pedro Tomé Martín
Pedro Tomé Martín (Salamanca, 1963) es un antropólogo y profesor español.
Se doctoró en antropología en 1995, especializado en Ecología cultural política. Su labor investigadora en la Sierra de Ávila y en los Altos de Jalisco  ampliados al territorio de la Gran Chichimeca, se ha centrado en el análisis de cómo ciertos procesos culturales condicionan prácticas sociales en relación con el medio ambiente.  Ha sido co-IP del Proyecto de Investigación I+D (Programa Estatal de Fomento de la Investigación Científica y Técnica de Excelencia) “Evolución de las concepciones sobre la naturaleza en áreas protegidas del interior (Ref. CSO2015-66405-P (MINECO/FEDER))”, habiendo participado en once proyectos de investigación. Estos trabajos han tenido reflejo en una treintena de artículos y casi 40 capítulos de libros siendo, además, coautor de ocho libros, editor de dos y autor de cinco más. Desde 2005 es científico titular del (Consejo Superior de Investigaciones Científicas), institución en la que desde 2015 es el director de Disparidades, revista de Antropología (antes Revista de dialectología y tradiciones populares, RDTP, bajo cuya dirección cambió de nombre en 2019). Además, forma parte de diversos comités de revistas científicas en México, Portugal y España, así como de comités editoriales de colecciones científicas en México y España. Profesor del Programa de doctorado en Sociología y Antropología de la Universidad Complutense de Madrid, ha dirigido 8 tesis doctorales y 2 de Magíster.  Durante seis años fue presidente de la Federación de Asociaciones de Antropología del Estado Español (luego ASAEE).